# Mario Picchi
Mario Picchi (Pavia, 4 agosto 1930 – Roma, 29 maggio 2010) è stato un presbitero italiano, fondatore del Centro italiano di solidarietà (Ceis), noto per la sua attività contro la droga.

## Biografia
Ordinato sacerdote nel 1957 a Tortona dopo aver prestato la sua opera in Piemonte nel 1967 viene inviato a Roma con l'incarico di capellano del lavoro, presso la Pontificia Opera di Assistenza. Nei primi anni '70 dà vita al Ceis. A partire dagli anni settanta dirige la propria attenzione verso il problema della tossicodipendenza e della lotta alla droga.

Ispirate al "Progetto Uomo" nascono diverse esperienze sia a Roma sia in diversi paesi.
È considerato alla stregua di altri importanti attivisti impegnati sul campo contro la droga, dagli anni '70 ad oggi tra i quali: don Pierino Gelmini, don Luigi Ciotti, Vincenzo Muccioli, don Oreste Benzi. Nel 1983 apre il suo modello di recupero “Progetto Uomo” anche a tecniche di psicoterapia di gruppo come lo psicodramma e il sociodramma, chiamando Ottavio Rosati, con Zerka T. Moreno e Lewis Yablonsky, ad applicarlo alla Scuola “Casa del Sole” di Castelgandolfo nella quale si formano operatori di CC TT provenienti da tutto il mondo.
Nel 1981, si fa promotore e sarà poi presidente fino al 1994 della Federazione Italiana delle Comunità Terapeutiche (FICT), come luogo dove avviare una forte condivisione delle esperienze, mettendo al centro l'uomo, merito suo se dopo trent'anni dalla sua nascita la federazione riunisce 50 centri in tutta Italia, impegnati tutti i giorni nella lotta all'esclusione, fornendo circa 600 servizi. Muore a Roma il 29 maggio 2010. 
Il 26 febbraio 2016 Papa Francesco ha voluto visitare il Ceis, rendendo omaggio alla sua opera.
Il 5 marzo 2019 il cardinale vicario di Roma Angelo De Donatis ha dato il via libera alla causa di beatificazione e canonizzazione di don Mario Picchi.

## Opere (selezione)
- La provocazione della droga : per un impegno sociale, Pordenone : Concordia sette, 1980
- Progetto Uomo : un programma terapeutico per tossicodipendenti, Roma : Edizioni Paoline, ISBN 88-215-0833-1, 1985
- Vincere la droga, Casale Monferrato : Piemme, ISBN 88-384-1307-X, 1990
- A braccia aperte, Roma : Centro italiano di solidarietà, 2001

## Onorificenze

### Riconoscimenti
- Award della World Federation of Therapeutic Communities, 1992.
- Premio della provincia di Roma per la solidarietà, 2003
- Premio European Federation of Therapeutic Communities, 2007